# Lijst van burgemeesters van Termunten
Dit is een lijst van burgemeesters van de voormalige Nederlandse gemeente Termunten in de provincie Groningen die in 1990 opging in de gemeente Delfzijl.
| Ambtsperiode | Naam burgemeester                 | Partij of stroming | Bijzonderheden                                              |
| ------------ | --------------------------------- | ------------------ | ----------------------------------------------------------- |
| 1811 - 1813  | Eiso Hagenouw (of Eisse Hagenauw) |                    | maire, ovl. 3 mei 1813                                      |
| 1813 - 1836  | Roelf Pieters Tjassens            |                    | ovl. 18 december 1836                                       |
| 1836 - 1848  | mr. Dirk Roessingh                |                    | tevens notaris                                              |
| 1848 - 1854  | mr. Sjouke Harkema Bekker         |                    | ovl. 8 mei 1854                                             |
| 1854 - 1857  | Pieter Aisses Toxopeus            |                    |                                                             |
| 1858 - 1866  | mr. Johannes ter Haar van Bingum  |                    | ovl. 18 augustus 1866                                       |
| 1866 - 1880  | Albert Botjes Botjes              |                    | ovl. 26 maart 1880                                          |
| 1880 - 1893  | Fokke Arends Toxopeus             |                    |                                                             |
| 1893 - 1922  | Garrelt Evert Garrelts            |                    |                                                             |
| 1922 - 1927  | Albert Jonkeren                   |                    | werd burgemeester van Sappemeer                             |
| 1927 - 1932  | Jolke Siderius                    |                    | werd burgemeester van Nieuwe Pekela                         |
| 1932 - 1945  | Rense van der Leij                |                    |                                                             |
| 1945 - 1970  | Tamme Jan van Kampen              |                    | tot 1946 waarnemend; was gemeentesecretaris van Muntendam   |
| 1970 - 1976  | Rudolf Gerrit (Rudi) Boekhoven    | PvdA               | werd burgemeester van Veendam                               |
| 1976 - 1977  | Otto van Diepen                   | VVD                | waarnemend burgemeester, tevens burgemeester van Slochteren |
| 1977 - 1990  | Martin Zijlstra                   | PvdA               | was statenlid van Groningen, werd lid van de Tweede Kamer   |